# Kurt Blecha

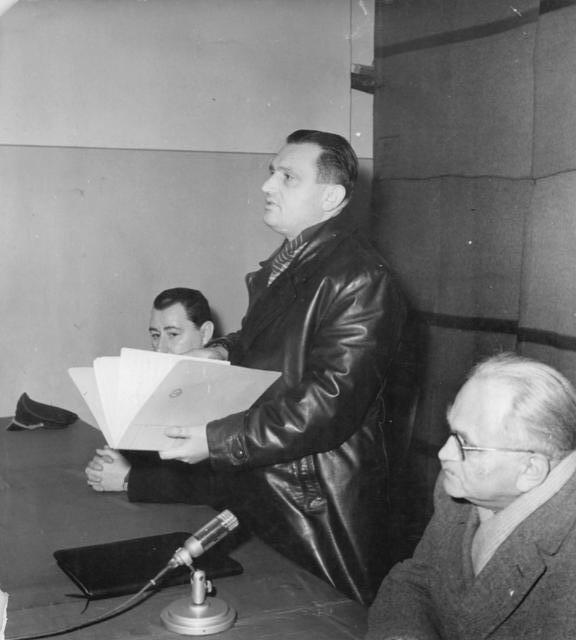
Kurt Blecha (1962)

Kurt Blecha (* 25. Februar 1923 in Aussig, Tschechoslowakei; † 1. März 2013 in Berlin) war SED-Funktionär und Leiter des Presseamtes beim Vorsitzenden des Ministerrates der DDR.

## Leben
Blecha beantragte am 19. Mai 1941 die Aufnahme in die NSDAP und wurde zum 1. September desselben Jahres aufgenommen (Mitgliedsnummer 8.634.832). Er wurde zum Wehrdienst eingezogen, kam 1943 in sowjetische Kriegsgefangenschaft, besuchte Antifa-Schulen in Gorki sowie Krasnogorsk und war aktiv im Nationalkomitee Freies Deutschland.
1945 kehrte er nach Deutschland zurück, trat 1946 in die SED ein und arbeitete bis 1952 beim SED-Organ Schweriner Volkszeitung. Er war von 1953 bis 1989 im Vorstand des Journalistenverbandes der DDR (VDJ). Von 1953 bis 1958 war er stellvertretender Leiter, danach als Nachfolger von Fritz Beyling vom 31. März 1958 bis November 1989 Leiter des Presseamtes beim Vorsitzenden des Ministerrates der DDR. Dieses Presseamt war für die Akkreditierung der ausländischen Journalisten in der DDR zuständig und war außerdem eine Zensurbehörde, die Printmedien der DDR überwachte, die nicht der SED direkt unterstanden. Außerdem war Blecha von 1958 bis 1989 Mitglied der Agitationskommission beim Politbüro des Zentralkomitees der SED und von 1959 bis 1989 Mitglied des Präsidiums des Zentralvorstandes des Verbandes der Journalisten der DDR. Im Januar 1990 wurden Blecha, Joachim Herrmann, Heinz Geggel, Dieter Langguth und Eberhard Fensch als Verantwortliche für den Medienmissbrauch in der Vergangenheit vom Kongress des VDJ aus dem Berufsverband ausgeschlossen.

## Auszeichnungen
- 1957 Franz-Mehring-Ehrennadel
- 1964 Vaterländischer Verdienstorden in Silber
- 1970 Banner der Arbeit
- 1983 Vaterländischer Verdienstorden in Gold
- 1988 Ehrenspange zum Vaterländischen Verdienstorden in Gold

## Privates
Blecha war mit der ehemaligen stellvertretenden Oberbürgermeisterin von Ost-Berlin, Johanna Blecha, verheiratet. Seine Stieftochter Sigrid war die zweite Ehefrau von DDR-Devisenbeschaffer Alexander Schalck-Golodkowski.